# Katastrofa lotu Colgan Air 9446
Katastrofa lotu Colgan Air 9446 – katastrofa lotnicza, która wydarzyła się 26 sierpnia 2003 roku, około 90 metrów od brzegu w mieście Yarmouth w Massachusetts, tuż po starcie z tamtejszego lotniska. Obaj członkowie załogi zginęli.

## Samolot
Samolotem, który uległ katastrofie, był krótkodystansowy Beechcraft 1900D należący do lokalnej linii lotniczej Colgan Air. Posiadał numery rejestracyjne N240CJ.

## Załoga
Załoga lotu 9446 składała się z dwóch pilotów:
- Scott Knabe - kapitan
- Steven Dean – drugi pilot

## Przebieg lotu
Samolot wystartował z lotniska w Yarmouth o 15:40 czasu lokalnego. Zmierzał do Międzynarodowego Portu Lotniczego Albany w mieście Latham w stanie Nowy Jork. Krótko po starcie, kapitan zgłosił sytuację awaryjną. Maszyna osiągnęła 1100 stóp i zaczęła skręcać w lewo. Piloci poprosili kontrolę lotów o powrót na lotnisko. Kontrolerzy oczyścili przestrzeń nad lotniskiem w Yarmouth. Potem maszyna zaczęła się przechylać na lewe skrzydło, aż w końcu runęła w dół i rozbiła się niedaleko brzegu. Wszyscy członkowie załogi zginęli.

## Przyczyny wypadku
Śledztwo w sprawie katastrofy lotu 9446 poprowadziło NTSB (Narodowa Rada Bezpieczeństwa Transportu). Badanie przyczyn zaczęto od tego, że tuż przed lotem mechanicy wymienili przewody steru wysokości. Dowiedziano się, że pominięto ważny krok w konserwacji elementu. Przewody zostały zainstalowane w ten sposób, że (chociaż nikt tego nie zauważył) trymer znajdujący się na sterze wysokości wychylał się maksymalnie w dół co oznaczało, że samolot ciągle opuszczał dziób prowadząc do nurkowania. Śledczy przeprowadzili test na symulatorze lotu, symulując wychylenie trymera. Okazało się, że przy takiej awarii, sterowanie samolotem było prawie niemożliwe. Z rejestratora głosów w kokpicie dowiedziano się, że kapitan nie sprawdził listy kontrolnej przed startem, przez co nie mógł się dowiedzieć o błędzie w naprawie steru wysokości. Po starcie samolotu trymer maksymalnie wychylony w dół doprowadził do dużego utrudnienia sterowania. Wtedy piloci nie mogli sterować, a podczas próby awaryjnego lądowania samolot zaczął nurkować i szybko runął na ziemię. NTSB obarczyło winą za wypadek inżynierów Colgan Air, którzy nie skontrolowali przebiegu napraw przez swoich mechaników, oraz kapitana Scotta Knabe'a, który nie sprawdził list kontrolnych przed startem.

## Zobacz także
- Katastrofa lotu Emery Worldwide 17
- Katastrofa lotu Air Midwest 5481